# Нинджато
Нинджато (на японски: 忍者刀 или Ninjatō) (Мечът на Нощта), известен също като Нинджакен (на японски: 忍者刀) или както още се нарича Шинобикатана (на японски: 忍刀) (Невидимата Катана) е меч използван от нинджите. Свидетелства за него има в старата японска иконография, но няма открити такива мечове, което означава, че най-вероятно от тях е имало само отделни бройки или са били поредна употреба стари, контрабандни корейски мечове. Затова се смята, че идеята за нинджа меч е производна от днешната популярна култура.

## Характеристики
Нинджато е с право острие, по-късо от това на Катана или Тачи (около 50 – 60 см.), без каквито и да било декорации. Носи се прикрепен на гърба, с ръкохватка стърчаща над рамото. Според Масааки Хацуми типичният меч нинджато е по-скоро като уакизаши, но с дълга дръжка като Катана. Това дава възможност на Нинджа да извади меча си по-бързо от противника. Както и това, че мечът е подходящ само за намушкващи удари, но не и за режещи.
Сайа (на японски: 鞘 или saya) (ножницата на Нинджато) е по-дълга от острието. В празния ѝ връх нинджите криели различни бойни атрибути, като заслепяващи смеси и клинообразни стрели Шурикен. Тя е многофункционална, както повечето използвани от нинджите оръжия и приспособления. При необходимост служи като шнорхел за дишане под вода, бойна палка, а дори и като импровизирана стълба. По всяка вероятност се е използвала за издухване на малки стрелички, а в крайната една трета от дръжката имало второ острие като на нож танто.